# Pseudopannota vinckei
Pseudopannota vinckei is een haft uit de familie Baetidae. De wetenschappelijke naam van de soort is voor het eerst geldig gepubliceerd in 1973 door Demoulin.
De soort komt voor in het Afrotropisch gebied.